# World Series of Poker 1985
Le World Series of Poker 1985 furono la sedicesima edizione della manifestazione. Si tennero dal 4 al 21 maggio presso il casinò Binion's Horseshoe di Las Vegas.
Il vincitore del Main Event fu (giocatore di poker).

## Eventi preliminari
| Evento                       | Vincitore               | Premio   | Ultimo giocatore eliminato |
| ---------------------------- | ----------------------- | -------- | -------------------------- |
| $2.500 Ace to Five Draw      | Dick Carson             | $50.000  | Ron Graham                 |
| $1.000 Limit Hold'em         | Johnny Chan             | $171.000 | Lyle Berman                |
| $10.000 Deuce to Seven Draw  | Tommy Fischer           | $95.000  | David "Chip" Reese         |
| $1.000 No Limit Hold'em      | Rick Hamil              | $152.000 | Al Emerson                 |
| $1.000 Seven Card Stud Hi-Lo | John Lukas              | $74.500  | Ralph Hoots                |
| $1.000 Ace to Five Draw      | Mark Mitchell           | $63.500  | Paul Fontaine              |
| $500 Ladies Seven Card Stud  | Rose Pifer              | $18.500  | Kathy Hudson               |
| $5.000 Pot Limit Omaha       | "Amarillo Slim" Preston | $85.000  | David "Chip" Reese         |
| $1.000 Pot Limit Omaha       | Zorn Smiljanic          | $105.000 | Tom Jacobs                 |
| $1.000 Limit Omaha           | Tony Thang              | $55.000  | Bill Bennett               |
| $5.000 seven card stud       | Harry Thomas            | $122.500 | Artie Cobb                 |
| $1.000 Seven Card Stud       | Don Williams            | $85.500  | Lou Axler                  |
| $1.000 Seven Card Razz       | Edwin Wyde              | $83.500  | Art Youngblood             |

## Main Event
I partecipanti al Main Event furono 141. Ciascuno di essi pagò un buy-in di 10.000 dollari.

### Tavolo finale
| Piazzamento | Nome             | Premio   |
| ----------- | ---------------- | -------- |
| 1°          | Bill Smith       | $700.000 |
| 2°          | T. J. Cloutier   | $280.000 |
| 3°          | Berry Johnston   | $140.000 |
| 4°          | Scott Mayfield   | $70.000  |
| 5°          | Hamid Dastmalchi | $70.000  |
| 6°          | Jesse Alto       | $42.000  |
| 7°          | Johnny Moss      | $42.000  |
| 8°          | Marck Rose       | $28.000  |
| 9°          | John Fallon      | $28.000  |